# Bataille de Bargaram
Insurrection de Boko Haram
La bataille de Bargaram a lieu dans l'Extrême-Nord du Cameroun les 24 et 25 juillet 2014 pendant l'insurrection de Boko Haram.

## Déroulement
Le 24 et le 25 juillet 2014, les forces de Boko Haram attaquent Bargaram, une ville camerounaise située sur la frontière avec le Nigeria, près de Hile-Alifa dans le département de Logone-et-Chari.
Le combat s'engage le soir du 24 juillet, plusieurs dizaines de rebelles attaque un petit groupe de huit militaires à Bargaram, deux soldats sont tués dans l'affrontement. L'armée camerounaise envoie alors des renforts pour traquer les insurgés, certains pénètrent même en territoire nigérian.
Les affrontements se poursuivent le lendemain, selon des sources militaires de RFI, 500 à 600 rebelles islamistes lourdement armés sont engagés dans la bataille. Mais les Camerounais reçoivent à nouveau des renforts venus de Maroua et repoussent l'attaque. 
Selon les sources de RFI, 6  à   10 soldats camerounais sont tués, d'autres portés disparus, et de l'équipement militaire est également perdu.